# لوچینگ
لوچینگ (به لاتین: Lucień) یک روستا در لهستان است که در گمینا گوستنگن واقع شده‌است.